# 松岡まさる
松岡 まさる（まつおか まさる、4月27日 - ）は、日本のシンガーソングライター、作詞家、作曲家、編曲家。

## 人物・経歴
兵庫県神戸市生まれ。関西学院高等部卒業、関西学院大学中退。
高校時代よりシンガーソングライターとして活動をはじめる。1990年、自らが中心となりCMソング、企業テーマソング、着信メロディなどを制作する株式会社テレマックを創業。。2014年、妻を癌で亡くしたことをきっかけに音楽レーベル「バンビーレコーズ」を立ち上げ。。近年は「MatsuBonds」名義で定期的にCDリリースするかたわら若手アーティストの発掘、プロデュースを手がけている。

## ディスコグラフィー

### シングル
| 枚  | 発売日        | タイトル   | レーベル         | 備考           |
| --- | ------------- | ---------- | ---------------- | -------------- |
| 1st | 2015年4月7日  | 僕はフグ   | バンビーレコーズ | MatsuBonds名義 |
| 2nd | 2017年4月15日 | 夜遊び婦人 | バンビーレコーズ | MatsuBonds名義 |

### アルバム
| 枚  | 発売日        | タイトル   | レーベル         | 備考           |
| --- | ------------- | ---------- | ---------------- | -------------- |
| 1st | 2019年6月17日 | ねこまみれ | バンビーレコーズ | MatsuBonds名義 |

### 楽曲提供
- ウタモモ『パパママベイビー』(2017年12月6日、ジョークミュージック)
- 掛川エミ『ワタシハゾンビ。』(2018年12月26日、バンビーレコーズ)
- アオタケイコ『DIY・塗料のペンキいっぱい！』(2017年4月15日、バンビーレコーズ)
- MCTPのテーマ～がんばれ社長編～（MCTP）

など

## 賞
- ソングコンテストグランプリ2016(公益社団法人日本作曲家協会)[7]